# Hogna insulana
Hogna insulana är en spindelart som först beskrevs av Ludwig Carl Christian Koch 1882.  Hogna insulana ingår i släktet Hogna och familjen vargspindlar. Inga underarter finns listade i Catalogue of Life.